# الهجوم على السفارة الإسرائيلية في برلين 1999

## الهجوم على السفارة الإسرائيلية في برلين 1999

### المقدمة
في عام 1999، تعرضت السفارة الإسرائيلية في برلين لهجوم من قبل مجموعة من المسلحين الأكراد. هذا الهجوم أثار توترًا سياسيًا وأمنيًا بين إسرائيل و ألمانيا. كان هذا الهجوم جزءًا من سلسلة من الهجمات التي نفذتها جماعات كردية، لا سيما حزب العمال الكردستاني (PKK), احتجاجًا على سياسات تركيا تجاه الأكراد واعتقال زعيم حزب العمال الكردستاني، عبد الله أوجلان, في ذلك العام. 

### خلفية الهجوم
في أواخر التسعينات، كان النزاع الكردي في تركيا يشهد تصعيدًا شديدًا. في فبراير 1999, تم القبض على عبد الله أوجلان, زعيم حزب العمال الكردستاني (PKK) في كينيا, مما أثار غضبًا واسعًا بين الأكراد في أوروبا. في ذلك الوقت، كانت العديد من الجماعات الكردية تتخذ من الدول الأوروبية مقرًا لها، وتنظم احتجاجات وعمليات مسلحة ضد الحكومة التركية. كان من بين هذه الجماعات تلك التي كانت تستهدف المصالح الإسرائيلية في أوروبا بسبب دعم إسرائيل لتركيا، مما جعل السفارة الإسرائيلية في برلين هدفًا محتملاً. 

### تفاصيل الهجوم
في أكتوبر 1999, اقتحم مسلحون أكراد السفارة الإسرائيلية في برلين، واحتجزوا موظفين إسرائيليين رهائن لفترة قصيرة. كان المهاجمون يطالبون بالإفراج عن عبد الله أوجلان, الذي كان قد تم نقله إلى تركيا بعد اعتقاله. الهجوم تسبب في حالة من التوتر داخل السفارة، وتمكن رجال الشرطة الألمان من السيطرة على الموقف بعد ساعات، دون أن يُسجل سقوط ضحايا. 

### التأثيرات السياسية
أدى الهجوم على السفارة الإسرائيلية في برلين إلى حدوث تداعيات سياسية كبيرة. فبجانب القلق على سلامة الدبلوماسيين الإسرائيليين, تعرضت العلاقات بين ألمانيا و إسرائيل لاختبار صعب. طالبت إسرائيل السلطات الألمانية باتخاذ إجراءات أكثر صرامة لحماية السفارات الإسرائيلية في المستقبل. من جهة أخرى، استنكرت الحكومة الألمانية الهجوم وأكدت على ضرورة الحفاظ على الأمن الدبلوماسي في البلاد. 

### الجوانب الدبلوماسية
بعد الهجوم، اتخذت الحكومة الألمانية عدة تدابير أمنية لتعزيز حماية السفارات الأجنبية على أراضيها. كما تمت مناقشة سبل مواجهة الجماعات الكردية المسلحة في أوروبا، مثل حزب العمال الكردستاني (PKK), التي كانت تسعى إلى الضغط على الحكومة التركية من خلال التصعيد ضد المصالح الإسرائيلية. 

### الخلاصة
شكل الهجوم على السفارة الإسرائيلية في برلين 1999 نقطة تحول في كيفية تعامل الدول الأوروبية مع التحديات الأمنية المرتبطة بالجماعات المسلحة مثل حزب العمال الكردستاني. رغم أن الهجوم لم يسفر عن إصابات أو وفيات، إلا أنه سلط الضوء على تعقيدات العلاقات الدولية في تلك الفترة، وكيف أن النزاعات الإقليمية مثل القضية الكردية قد تجد طريقًا للتأثير على السياسة الدولية. 

## التصنيفات
- الهجمات على السفارات الإسرائيلية
- حزب العمال الكردستاني
- العلاقات الإسرائيلية الألمانية
- الأمن الدبلوماسي
- الأحداث الإرهابية في أوروبا
- العلاقات التركية الكردية

## بوابات
- بوابة:إسرائيل
- بوابة:ألمانيا
- بوابة:تركيا
- بوابة:حزب العمال الكردستاني
- بوابة:الأمن الدبلوماسي
- بوابة:الشرق الأوسط